# Vicar Street

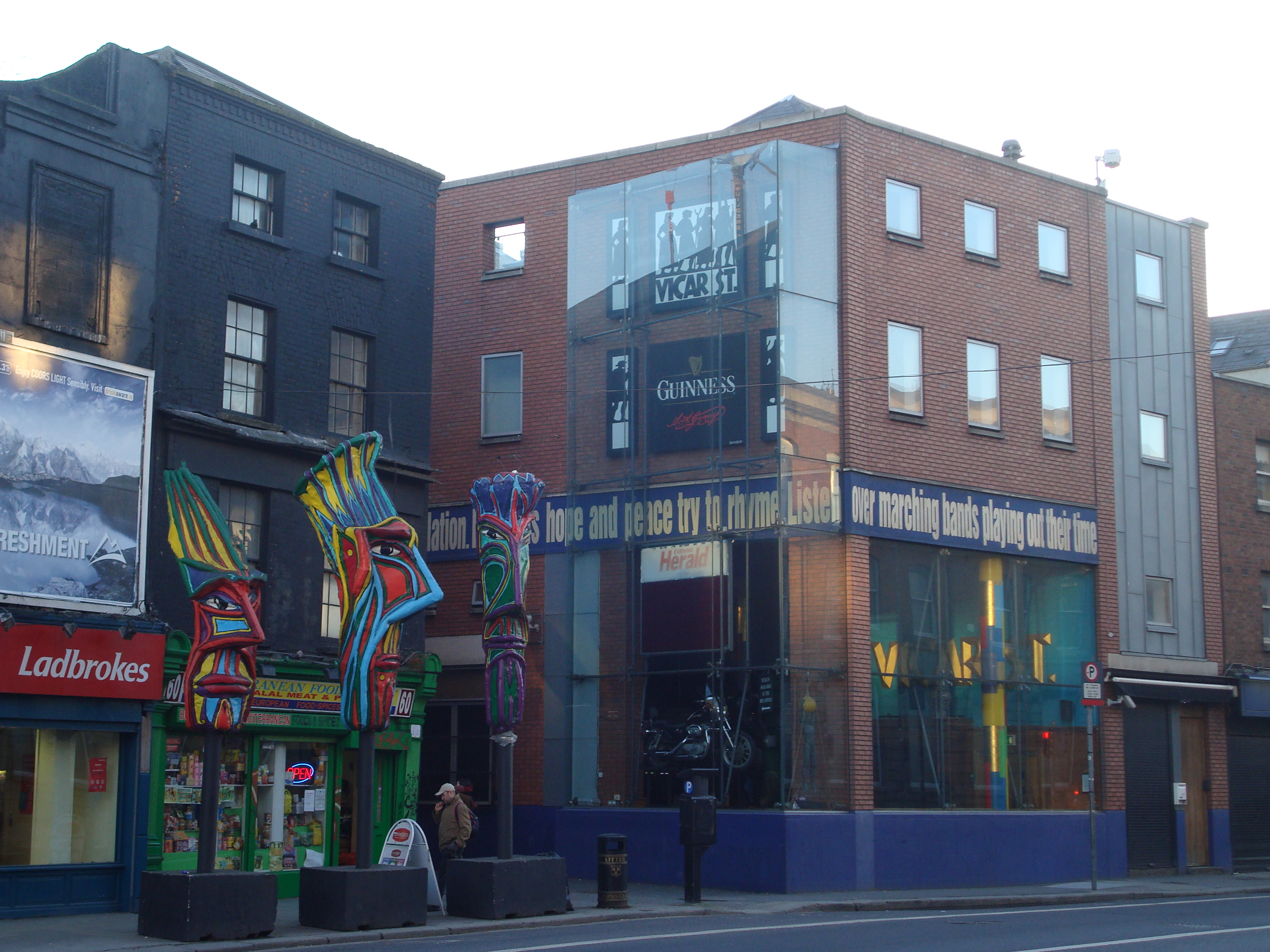
O Vicar Street.

O Vicar Street é um clube para apresentações de rock e heavy metal na cidade de Dublin, na República da Irlanda, com capacidade para 1,500 pessoas.
Já se apresentaram no clube bandas e artistas como Slash, Bob Dylan, Neil Young, Nightwish e muitos outros.